# Посольство Казахстана на Украине
 Посольство Казахстана в Киеве — официальное дипломатическое представительство Казахстана на Украине, отвечает за поддержку и развитие межгосударственных отношений между Казахстаном и Украиной и Молдовой.

## История посольства
22 июля 1992 года между Республикой Казахстан и Украиной были установлены дипломатические отношения. А в декабре 1994 года открыто Посольство Республики Казахстан на Украине.

## Почетные консульства Казахстана на Украине

### Консульский отдел
01901, Украина, г. Киев, ул. Ильенко Юрия, 26
Часы работы: пн, вт, чт, пт 9:30 — 12:30

### Почётное консульство Республики Казахстан в Одессе
Почётный консул — Сергей Александрович Продаевич.
Консульский округ: Одесская, Николаевская и Херсонская области
65007, Украина, г. Одесса, ул. Пантелеймоновская, 101/11
Сайт: http://consulkz.od.ua/
Часы работы: Пн-Пт 10: 00-13: 00, 14: 00-17: 00

### Почётное консульство Республики Казахстан во Львове
Почётный консул — Галина Дмитриевна Маслюк.
Консульский округ: Львовская, Волынская, Закарпатская, Ивано-Франковская, Ровенская, Тернопольская, Хмельницкая, Черновецкая области
Адрес: 79016, г. Львов, ул. Замкнева, 3/1
Сайт: https://www.kazconsul.lviv.ua/
Время работы: вт, чт 10:00-13:00, 14:00-17:00

### Почётное консульство Республики Казахстан в Харькове
Почётный консул — Господин Наджафли Эмин  Муса оглы
Консульский округ: Харьковская, Полтавская и Сумская области
Адрес: 61052, г. Харьков, ул. Полтавский шлях, 7
Сайт: https://consulkz.kh.ua
Часы работы: пн-пт 09:00 — 18:00

## Чрезвычайные и Полномочные Послы Казахстана на Украине
1. Клочков Юрий Алексеевич (1994—1996)
2. Искалиев Нажамеден Иксанович (1996—1999)
3. Чердабаев Равиль Тажигарийович (1999—2003)
4. Жумабаев Амангельды Жумабаевич (2003—2011)
5. Тлесов Адиль Аймуханович (2011—2012) т. п.
6. Турисбеков, Заутбек Каусбекович (2012—2015[2])
7. Ордабаев Самат Исламович (2016[3] −2020)
8. Калетаев Дархан Аманович (22 февраля 2020 — 17 апреля 2025)[4]
9. Барлыбаев Толежан Турсунович (17 апреля 2025 — н. в.)